# Envergadura (brazos)

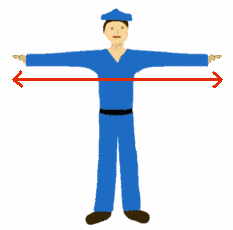
Posición de envergadura.

La envergadura o alcance de los brazos, es la medida física de la longitud desde un extremo de los brazos de un individuo (medido en la punta de los dedos) hasta el otro cuando se levantan paralelos al suelo a la altura del hombro en un ángulo de 90°. La medida de la envergadura generalmente es muy cercana a la altura de la persona. La edad, el sexo y la etnia deben tenerse en cuenta para predecir mejor la altura a partir de la envergadura. La envergadura a veces se usa cuando se necesita una medida de altura, pero el individuo no puede pararse en un estadiómetro tradicional o contra una pared debido a anormalidades de la espalda o las piernas, como escoliosis, osteoporosis, amputaciones, o para aquellos que están confinados a una cama o silla de ruedas. Otras técnicas de medición, posiblemente más precisas, incluyen la longitud de la rodilla o la longitud en decúbito cuando sea posible.
Durante la infancia, la envergadura suele ser 1 o 2 centímetros menor que la estatura. Aproximadamente a los 10 años en los niños y a los 12 años en las niñas, ambas medidas se igualan y, posteriormente, la envergadura supera a la estatura. En los varones, esta diferencia puede llegar hasta los 4 centímetros, mientras que en las mujeres no suele superar los 1 o 2 centímetros. Un aumento significativo de la envergadura en relación con la estatura puede ser un signo clínico del síndrome de Marfan y de ciertas displasias esqueléticas con tronco corto.

## Procedimiento
Para medir la envergadura de los brazos, se comienza con la persona de pie, con la espalda completamente apoyada contra la pared y los hombros rectos. Los brazos se extienden en un ángulo de 90 grados con respecto al cuerpo. Los brazos se levantan para formar una línea recta desde los hombros hasta los codos, de manera que ambos brazos queden en un ángulo recto con el cuerpo. Con una cinta métrica, se mide desde la muesca del esternón (el centro del esternón) hasta el dedo medio mientras está estirado hacia un lado. Esta medida se duplica para obtener la envergadura completa de los brazos. La técnica del "demi-span" se utiliza porque es difícil medir de punta a punta de los dedos sin la ayuda de otra persona o marcas en una pared.

## Envergadura en deportes
Una envergadura por encima del promedio es ventajosa en deportes como baloncesto, tenis, boxeo, artes marciales mixtas, voleibol, lanzamiento de disco, esgrima, escalada en roca y natación. Por ejemplo, el boxeador Sonny Liston, que medía 185 cm (6 pies 1 pulgada) de altura, tenía una envergadura de 213 cm (7 pies 0 pulgadas). Otro ejemplo es el ex Campeón de Peso Semipesado de UFC Jon Jones, que mide 193 cm (6 pies 4 pulgadas) de altura, pero tiene una envergadura ventajosa de 215 cm (7 pies 0,5 pulgadas). Esta envergadura inusualmente larga les ha permitido golpear desde distancias relativamente seguras donde los oponentes no pueden devolver el golpe. Sin embargo, una envergadura larga es mecánicamente desventajosa en el press de banca.